# Major League Soccer 1997
Dieser Artikel ist eine Zusammenfassung der Major-League-Soccer-Saison 1997.

## Endergebnis

### Regular Season
| Platz | Eastern Conference     | Sp | S  | (so) | N  | (so) | Tore | Gegentore | Tordifferenz | Punkte |
| ----- | ---------------------- | -- | -- | ---- | -- | ---- | ---- | --------- | ------------ | ------ |
| 1     | D.C. United            | 32 | 21 | (4)  | 11 | (4)  | 70   | 53        | +17          | 55     |
| 2     | Tampa Bay Mutiny       | 32 | 17 | (3)  | 15 | (2)  | 55   | 60        | −5           | 45     |
| 3     | Columbus Crew          | 32 | 15 | (3)  | 17 | (4)  | 42   | 41        | +1           | 39     |
| 4     | New England Revolution | 32 | 15 | (4)  | 17 | (4)  | 40   | 53        | −13          | 37     |
| 5     | NY/NJ MetroStars       | 32 | 13 | (2)  | 19 | (2)  | 43   | 53        | −10          | 35     |
| Platz | Western Conference     | Sp | S  | (so) | N  | (so) | Tore | Gegentore | Tordifferenz | Punkte |
| 1     | Kansas City Wizards    | 32 | 21 | (7)  | 11 | (2)  | 57   | 51        | +6           | 49     |
| 2     | LA Galaxy              | 32 | 16 | (2)  | 16 | (4)  | 55   | 44        | +11          | 44     |
| 3     | Dallas Burn            | 32 | 16 | (3)  | 16 | (2)  | 55   | 49        | +6           | 42     |
| 4     | Colorado Rapids        | 32 | 14 | (2)  | 18 | (3)  | 50   | 59        | −9           | 38     |
| 5     | San José Clash         | 32 | 12 | (3)  | 20 | (6)  | 55   | 59        | −4           | 30     |

## Team-Auszeichnung
- MLS-Cup – DC United
- US Open Cup – Dallas Burn
- MLS Supporters’ Shield – D.C. United

## Individuelle Auszeichnungen
- Wertvollster Spieler: Preki, Kansas City Wizards
- Torschützenkönig: Preki, Kansas City Wizards (41)
- Goldener Schuh: Jaime Moreno, D.C. United (16)
- Verteidiger des Jahres: Eddie Pope, D.C. United
- Torwart des Jahres: Brad Friedel, Columbus Crew
- Anfänger des Jahres: Mike Duhaney, Tampa Bay Mutiny
- Trainer des Jahres: Bruce Arena, D.C. United
- Tor des Jahres: Marco Etcheverry, D.C. United
- Fair Play: Mark Chung, Kansas City Wizards